# 中国民主建国会江苏省委员会
中国民主建国会江苏省委员会，简称民建江苏省委、江苏民建，是中国民主建国会在江苏省的地方组织。